# Elezioni europee del 2004 in Estonia
Le elezioni europee del 2004 in Estonia si sono tenute il 13 giugno.

## Risultati
| Liste  | Liste                                       | Gruppo | Voti    | %     | Seggi |
| ------ | ------------------------------------------- | ------ | ------- | ----- | ----- |
|        | Partito Socialdemocratico                   | PSE    | 85.429  | 36,79 | 3     |
|        | Partito di Centro Estone                    | ALDE   | 40.703  | 17,53 | 1     |
|        | Partito Riformatore Estone                  | ALDE   | 28.372  | 12,22 | 1     |
|        | Unione della Patria                         | PPE-DE | 24.374  | 10,50 | 1     |
|        | Unione Popolare Estone                      | -      | 18.687  | 8,05  | -     |
|        | Res Publica                                 | -      | 15.457  | 6,66  | -     |
|        | Partito Democratico Estone                  | -      | 2.849   | 1,23  | -     |
|        | Partito dei Pensionati Estoni               | -      | 1.329   | 0,57  | -     |
|        | Partito Socialdemocratico Estone del Lavoro | -      | 1.057   | 0,46  | -     |
|        | Partito Russo in Estonia                    | -      | 805     | 0,35  | -     |
|        | Candidati individuali                       | -      | 13.168  | 5,67  | -     |
| Totale | Totale                                      | Totale | 232.230 | 100   | 6     |